# MBSうたぐみ Smile×Songs
『MBSうたぐみ　Smile×Songs』（エムビーエスうたぐみ スマイルソングス）は、2009年4月6日から2014年3月26日までMBSラジオで平日の夜に放送されていた音楽番組。2010年10月1日までは、毎日放送の若手・中堅アナウンサー1名が、日替わりでパーソナリティを務めていた。

## 概要
- 2009年4月から、毎日放送ではテレビ、ラジオを問わず、音楽に関する番組・コーナーに「MBSうたぐみ」というレーベル名を冠している。当番組は、同レーベルの誕生を機に放送を開始した。
  - 毎日放送では、このレーベルの誕生を機に、当番組を放送している本社の地下1階スタジオを「うたぐみライヴスペース スミレ堂」に改装。当番組が主催するライブ・イベントをはじめ、同局の音楽系イベントやラジオ番組の公開収録などに活用している。
- 当番組は、毎日放送のテレビ番組『ちちんぷいぷい』、『MUSIC EDGE + Osaka Style』、ラジオ番組『MBSうたぐみ U.K. BEAT FLYER』と連動。『ちちんぷいぷい』でのライブ音源や『MUSIC EDGE』での公開録音の模様が、この番組でも放送されている。
  - 2011年3月までは、『U.K.WEEKEND MUSIC PARTY』というレーベル名を冠した土・日曜日のラジオ番組（土曜日『U.K. BEAT FLYER 1179』、日曜日『U.K.チア・ミュージック』）とも連動していた。
- どの曜日でも、原則として1名のパーソナリティで生放送を進行。時間帯・放送曜日によっては、若手のミュージシャンをマンスリーゲストに迎えることがあった。
  - 番組開始から2010年9月末の放送までは、『ぷいぷい』にレギュラーで出演した経験を持つMBSの若手・中堅アナウンサーが、日替わりでパーソナリティを担当してきた。しかし、2010年10月改編で、出演アナウンサーの交代・担当曜日変更を実施。木曜日のパーソナリティには、アナウンサー以外で初めて、マジシャンの小泉エリを起用した。
- 当番組では、「リクエスト曲」をすべて、「Smile Song」という名で募集・オンエアしていく。開始当初は、『ぷいぷい』の17時台に当日の担当アナウンサーが登場。当日のテーマを発表するとともに、「Smile Song」の募集を自ら告知していた。エンディング間際にプロジェクター画面で当日のテーマを告知していた時期もあったが、現在は「MBSラジオ　スペシャルウィーク」の期間中に不定期で特別企画を告知する程度にとどまっている。
- 2009年10月の番組リニューアルに伴い、「歌詞を大事にする」を新しいコンセプトに据え、曲をオンエアする前にアナウンサーが歌詞の一部を朗読するようになった。
- 2009年10月からは、MBSラジオの公式サイトで、インターネット限定・毎週月曜日更新の15分番組を配信（通称「MBSうらぐみ」「放課後スマソン」）。当番組のパーソナリティが週替わりで登場しては、番組の裏話を語っている。一時期は更新を休止していた時期があったが、2010年2月から不定期更新の音声コンテンツとして配信で再開。2013年7月2日配信分からは、YouTube内のMBSラジオ公式サイトからの配信に移行したほか、移行後に配信された音源のアーカイブも公開されている（#外部リンクを参照）。
- 2010年10月改編から、金曜日の放送枠を廃止。月-木曜日の週4日放送に移行。番組内容も、オリジナルランキングを紹介するものに変更し、ランキングの一部の曲やゲストに来たアーティストの曲にだけ歌詞の一部を朗読するように変更された。
  - 金曜日のパーソナリティだった吉竹史は、担当曜日を月曜日に変更したうえで続投。男性で唯一パーソナリティを務めていた水曜担当・河田直也の卒業と、木曜日での小泉の起用によって、レギュラーパーソナリティが全曜日女性だけになった。なお、金曜日の当番組の放送枠には、『笑い飯の金曜お楽しみアワー』を編成している。
- 2011年4月改編では、木曜日の放送枠に新番組『ハンドレッドレディオ』（第1部=22:00 - 翌0:30「八光・スマイルのおしゃべり親分」、第2部＝1:00 - 2:00「○○のマンスリー番長」）を編成する関係で、月-水曜日の週3日放送に移行。水曜日のパーソナリティ・斎藤裕美は、当番組へのレギュラー出演から半年で、「八光・スマイルのおしゃべり親分」へ移ることになった。逆に、木曜日のパーソナリティ・小泉は、斎藤の後任で水曜日のパーソナリティを務める。
  - この改編では、「U.K.WEEKEND MUSIC PARTY」レーベルの音楽番組のうち、『U.K.チア・ミュージック』を終了。『U.K. BEAT FLYER 1179』については、レーベル名を「U.K.WEEKEND MUSIC PARTY」から「MBSうたぐみ」に改めたうえで、4月9日放送分から『MBSうたぐみ　U.K. BEAT FLYER』として放送している。
- 2011年10月改編では、これまで週末の深夜に放送されてきた『ゴチャ・まぜっ!』シリーズを、当番組第2部の放送枠へ移動。その影響で、同月24日からは、当番組の放送枠を第1部（22:00 - 翌0:30）のみに短縮する。
  - この改編では、2011年4月から水曜日で放送していたNMB48メンバー出演のコーナーを、月-水曜日の帯コーナー「NMB48のTEPPENラジオ」に発展。また、MBSの若手アナウンサーが各曜日1名ずつリポーターとして出演するようになったため、斎藤が水曜日のリポーターとして当番組に復帰した。なお、第2部については、1組のアーティストが月替わりでパーソナリティを務める『○○の月極うたぐみ』（「月極」の読みは「つきぎめ」、○○にはアーティスト名が入る）を毎週土曜日（金曜深夜）の1:30-3:00に放送する。
- 2012年4月改編では、番組開始からただ1人当番組のパーソナリティを続けてきた吉竹が卒業。同年3月4日には、MBSラジオの『サンデースペシャル』で、「MBSうたぐみSmile×Songs 吉竹史のゆかいな3年間にありがとうスペシャル」を放送した。なお、吉竹が最後に務めていた月曜日のパーソナリティは、この改編からタレントの立花理香に交代。パーソナリティ陣のうち、毎日放送のアナウンサーは火曜日担当の前田阿希子だけになった。
- 2012年11月27日から同年12月24日まで、ローソンとのコラボレーション企画として開発した番組初のプロデュース商品（おにぎり・丼料理）を、関西地区・期間限定で発売。また、この企画にちなんで、2013年1月7日から9日までは特別に『斎藤裕美のうたぐみSmile×Songs』というタイトルで放送している（後述）。
- 2013年には、ナイターオフ編成に入る10月8日から、毎週火 - 木曜日の21:00 - 22:00（当番組の前枠）で姉妹番組『うたぐみPARTY』を放送。水曜日の放送分では、公開収録を実施している[1]。その一方で、当番組では、火曜日パーソナリティの前田が9月24日放送分で卒業。さらに、前田の後任がタレントの納富有沙に決まったことで、毎日放送のアナウンサーはどの曜日も「パーソナリティ」ではなく「パートナー」として出演するようになった。なお水曜日には、7月3日から斎藤に代わって吉竹が小泉の「パートナー」として復帰したものの、10月2日から新人アナウンサー・豊崎由里絵に交代。豊崎は、同局への入社後初めて、当番組でラジオ番組のレギュラーを務めることになった。
- 2014年3月10日（月曜日）のオープニングで、ディレクターが、同月26日で放送を終了することを発表した。ちなみに、ナイターオフ期間限定番組の『うたぐみPARTY』も26日、『月極うたぐみ』も28日で終了。『MBSうたぐみ U.K. BEAT FLYER』は、「うたぐみ」の冠を外したうえで、『U.K. BEAT FLYER』として放送を継続する。
  - 「NMB48のTEPPENラジオ」については、週1回放送の1時間番組として、4月1日から毎週水曜日（火曜深夜）の0:30 - 1:30で放送を継続。MBSラジオの自社制作による平日深夜・生放送の音楽番組枠は、同日開始の『うたバッカ』水曜日から金曜日の（火 - 木深夜）1:30 - 4:00に引き継がれる。

## 放送時間
2011年10月24日以降
- 月曜日-水曜日 22:00 - 翌0:30（0時台に「NMB48のTEPPENラジオ」を内包）

プロ野球シーズンに『MBSタイガースライブ』のナイトゲーム中継を延長した場合には、開始時刻を遅らせたうえで、番組終了時間を上限に放送枠を短縮していた。
2013年プロ野球シーズンの火-木曜日には、『MBSタイガースライブ』の中継終了直後から、フィラー番組として『ナイターのあともラジオと決めちゃいます?』（以下『あとラジ』と略記）を放送。火・水曜日で『MBSタイガースライブ』の中継が21時台の前半までに終了した場合や、中継予定の試合が中止・ノーゲームになった場合には、『あとラジ』を22:00まで放送した後に当番組を22:00から開始していた。中継が21時台の後半以降にも続く場合には、中継終了後に同番組を25分間放送した後に、当番組を0:30まで放送していた。

### 備考
MBSラジオでは、編成上の事情などによって、当番組の放送枠を分断する形で箱番組（フロート番組、主に自社制作）をはさむことが多かった。当番組では、そのたびに放送時間の変更や放送枠の2分割（2部構成化）で対応している。
2009年
- 火曜日（月曜深夜）は、0:30 - 1:00に『押尾コータローの押しても弾いても』（当番組の放送で金曜22:00 - 23:00から移動）を編成したため、番組開始当初から2010年3月まで0:30で放送を終了していた。
- 火-金曜日については、4月6日-10日には翌2:00まで、4月14日-17日には翌1:00まで放送した。4月21日以降は、0:30 - 1:00に『やきぐりバンバン』を編成した関係で、放送終了時刻を翌0:30に統一。10月30日で同番組が終了したことを機に、11月からは再び1:00まで放送するようになった。

2010年
- 1-3月には火曜日のみ、放送終了時刻を翌0:30へ再変更（0:30 - 1:00の放送枠で1-2月に『長江健次のスポーツに乾杯』、3月3日・10日・17日に『あいはらの呑んでいいとも』を編成したことによる期間限定措置）。
- 4月の番組改編では、当番組の後枠番組『よしもとオンライン大阪　よしもと○○同好会』（火曜日から土曜日(月～金曜深夜)1:00 - 2:00）を終了させる一方で、金曜日（木曜深夜）の0:30 - 1:00に新番組『橘和海也のLUCKコラム』を編成した（2011年2月3日からはTBSラジオ制作『角田信朗～傾いて候～よっしゃあ!!』の時差ネットに変更）。そのため、前番組『MBSサウンドキングダム』の終了から1年振りに、2部構成による生放送体制が復活。『よしもとオンライン大阪』の放送枠（1:00-2:00）を第2部と位置づけたうえで、マンスリーゲストを迎えるようになった。この時点での第1部終了時刻は、月・木曜日で翌0:30、その他の曜日で翌1:00であった。
- 10月の番組改編で金曜日の放送を終了。11月3日からは木曜日（水曜深夜）の0:30 - 1:00で、『SPIN THE MUSIC』の放送を開始した。このため、水曜日も第1部を翌0:30で終わらせるようになった。

2011年
- 3月15日から24日まで、東北地方太平洋沖地震関連番組『ネットワーク3・11』が21時台前半に編成された関係で、当番組の開始時刻を22:30に繰り下げ。第1部の基本放送時間を30分短縮した。
- 4月の番組改編で金曜日（木曜深夜）の放送を終了。水曜日（火曜深夜）では、木曜日（水曜深夜）から『SPIN THE MUSIC』の放送枠を0:30 - 1:00に移動させた関係で、第1部の放送終了時刻を0:30に戻した。水曜日では、2部構成を維持する一方で、『SPIN THE MUSIC』を放送していた0:30 - 1:00の箱番組枠を廃止。内包コーナーとして、小泉とNMB48のメンバーの出演による「NMB48 マジカル・ミュージック」を新設した。
- 10月19日（水曜日）の放送を最後に第2部を終了。同月24日からは、第2部の放送枠を『ゴチャ・まぜっ!』シリーズに充てる一方で、水曜日の放送終了時間を0:30に繰り上げた。その一方で、水曜日の「NMB48 マジカル・ミュージック」を、月～水曜日の帯コーナー「NMB48のTEPPENラジオ」に発展させている。

2012年
- 11月7日から12月12日ま水曜日（火曜深夜）0:30 - 1:00に「6 COLORS」（NHK大阪放送局および在阪民放ラジオ5局が共同で制作・放送する6回シリーズのラジオドラマ）を放送。当番組ではこの期間のみ、火曜日の放送終了時間を翌0:30に繰り上げた。

2013年
- 10月1日から毎週水曜日（火曜深夜）の0:30-1:00に『エビ中☆なんやねん!』を放送する関係で、当番組火曜日の基本放送枠を再び22:00 - 翌0:30に変更した。

## 特別番組

### MBSたびぐみ×うたぐみ ゆく年くる年
2009年から2011年まで、毎年12月31日の18:30 - 翌2:00に、『MBSたびぐみ とっておき旅ラジオ』（MBSのアナウンサー主体のナイターオフ限定番組、以下『たびぐみ』）との合同特別番組として生放送。当番組が主体の第2部（21:30 - 翌2:00）では、当番組全曜日のパーソナリティに加えて、『たびぐみ』担当のアナウンサーも一部登場する。ちなみに、八木と前田は、当番組の出演期間に『たびぐみ』のパーソナリティも掛け持ちで担当（八木は2009年度、前田は2010年度以降）。その関係で、『たびぐみ』主体の第1部（18:30 - 21:30）にも、当番組のパーソナリティが何らかの形で出演していた。

### MBSラジオ×J:COMプレゼンツ うたぐみジャングル
J:COM関西が大阪府・兵庫県・奈良県・和歌山県内でサービスを提供するケーブルテレビのコミュニティチャンネル（12チャンネル）において、2012年4月23日からデータ放送を通じてMBSラジオの音声同時配信を開始したことを機に、MBSラジオとJ:COMの共同制作番組として同年から年1回のペースで放送する1時間番組。当番組と『MUSIC☆JUNGLE TV』（J:COM関西のコミュニティチャンネルで放送中の音楽番組）のコラボレーション企画でもあるため、当番組から前田、『MUSIC☆JUNGLE TV』からMCのコザック前田（ガガガSP）、両番組にレギュラー出演中の立花がスタジオに集結する。ちなみにMBSラジオでは、2012年12月23日の『MBSサンデースペシャル』で第1回、2013年12月30日に『MBSマンデースペシャル』（いずれも20:00 - 21:00）で第2回を放送した。

### MBSうたぐみ ゆく年くる年スペシャル
MBSラジオでは、『たびぐみ』のレギュラー放送を2011年度で終了させたため、2012年の12月31日は当番組単独の年越し特別番組『MBSうたぐみSmile×Songs ゆく年くる年スペシャル』を20:00 - 翌0:30に生放送。内包コーナーの『NMB48のてっぺんラジオ』を含めて、2012年度レギュラー放送の出演者（後述）が、初めて全員揃って登場した。
2013年12月31日には、『うたぐみPARTY』との合同特別番組として、19:30 - 翌0:20に放送。当番組に加えて、『うたぐみPARTY』のパーソナリティが全員出演するとともに、「年忘れ！おせち争奪戦スマソン歌合戦!」「スマソン　ハートフル　ドラマシアター」（パーソナリティ・スタッフ総出演のラジオドラマ）などを実施した。

## 出演者

### パーソナリティ
◎：出演時点で毎日放送のアナウンサー
| 期間                         | 月曜日    | 火曜日      | 水曜日    | 木曜日       | 金曜日       |
| ---------------------------- | --------- | ----------- | --------- | ------------ | ------------ |
| 2009年4月6日-2009年10月2日   | 八木早希◎ | 八木早希◎   | 河田直也◎ | 松本麻衣子◎  | 吉竹史◎      |
| 2009年10月5日-2010年10月1日  | 八木早希◎ | 松本麻衣子◎ | 河田直也◎ | 前田阿希子◎  | 吉竹史◎      |
| 2010年10月4日-2011年3月31日  | 吉竹史◎   | 前田阿希子◎ | 斎藤裕美◎ | 小泉エリ     | （放送なし） |
| 2011年4月4日-2012年4月4日    | 吉竹史◎   | 前田阿希子◎ | 小泉エリ  | （放送なし） | （放送なし） |
| 2012年4月9日- 2013年9月24日  | 立花理香  | 前田阿希子◎ | 小泉エリ  | （放送なし） | （放送なし） |
| 2013年9月30日- 2014年3月26日 | 立花理香  | 納富有沙    | 小泉エリ  | （放送なし） | （放送なし） |

立花・納富は、当番組への出演開始時点で「アゲぽよガールズ」（MBSテレビ『女の子宣言! アゲぽよTV』に出演する女性レギュラー陣）のメンバー（立花は2014年1月末で「アゲぽよガールズ」を卒業）。過去には、ゲストのインタビューなどを、同局の男性アナウンサー（山中真や大吉洋平）が担当することもあった。
ピンチヒッター
- 2009年6月26日(金) - 大吉洋平
- 2009年6月29日(月) - 山中真
- 2009年6月30日(火) - 前田阿希子
- 2009年7月16日(木) - 前田阿希子
- 2009年9月11日(金) - 大吉洋平
- 2009年11月16日(月) - 山中真
- 2009年12月30日(水) - 大吉洋平
- 2010年3月26日(金) - 斎藤裕美
- 2010年7月6日(火) - 前田阿希子
- 2010年9月13日(月) - 斎藤裕美
- 2010年9月13日(月) - 斎藤裕美
- 2012年12月4日(火) - 吉竹史
- 2013年9月11日(水) - 豊崎由里絵※同年入社のアナウンサーで、ラジオ番組のパーソナリティを初めて担当。この時の出演がきっかけで、同年10月から水曜日のパートナーに起用された。

### パートナー
2011年10月の番組リニューアルから出演。いずれもMBSアナウンサーで、「街角スマイル」（好きな楽曲に関する街頭インタビュー）や「School of Smile　学校に行こう」（高校への訪問インタビュー）などのリポーターも担当した。また、パーソナリティが休演した場合には、曜日にかかわらずパーソナリティ代理を務めていた。

#### 番組終了時点
- 月曜日：福島暢啓[2]
- 火曜日：鈴木健太[3]
- 水曜日：豊崎由里絵（2013年10月2日 - 2014年3月26日）

#### 過去
- 斎藤裕美（水曜日、2011年10月 - 2013年6月26日）
- 吉竹史（水曜日、2013年7月3日 - 2013年9月25日）
  - 斎藤が毎日放送の人事異動でラジオ営業部へ移ったことを機に、月曜日のパーソナリティ卒業から2年3ヶ月振りに当番組へ復帰。なお、最終出演日のエンディングには、斎藤と豊崎が特別に出演した。

## ノベルティ
スマイルソング採用者の方にはもれなくいずれかをプレゼント（番組スタートから2009年5月8日放送までは、スマイルソング採用者の方にはもれなくうたぐみボールペンをプレゼント。パーソナリティがグッときたメッセージには番組特製ステッカーをプレゼントという形式だった）。2010年7月16日放送のうたぐみで吉竹史が「なんでボールペンだけうたぐみボールペンなのか？」と他のグッズ2つにはうたぐみと付いていないことについてぬまりんこに疑問をぶつけていた。
- うたぐみボールペン - 赤、青、黒の三色ボールペンで黒は1.0ミリと0,7ミリの二種類。ボールペン自体の色は赤と青がある。
- 番組特製ステッカー - 全曜日共通のデザイン。在庫がなくなったら、新しいデザインでリニューアル予定。
  - 2010年9月までのステッカーは、曜日ごとにデザインが異なり、全パーソナリティ分を集めて並べると、「MBSうたぐみ Smile×Songs」という文字が並ぶデザインになっていた。
- メモパッド - 2009年10月からの新グッズ　七色の付箋で、入れ物は定規としても使える。

## プロデュース商品
2012年秋には、ローソンとのコラボレーション企画として、レギュラーアナウンサーが以下のメニューをプロデュース。いずれも「マンナンヒカリ」（通常の米よりカロリーを低くした大塚食品の加工米）を使用した食品で、同年11月27日から12月24日までの期間限定商品とし近畿2府4県の店舗で発売したて（「ローソンストア100」を除く）。
- 前田阿希子プロデュース「阿希子もウットリ　『鶏×醤油麹』おにぎり　クリームチーズ添え ピリッとわさび風味」（1個150円）
- 斎藤裕美プロデュース「裕美も好き 大好き『すき焼き』おにぎり」（1個150円）
- 鈴木健太・福島暢啓プロデュース「「『牛丼×チキン南蛮』デリシャスズキで満ぷくしまどんぶり　トロッと卵風味」（1個498円）

いずれの商品にも、レギュラーアナウンサーの声が聴けるQRコードをパッケージに添付。また、抽選で「2013年MBSアナウンサーカレンダー」が当たる応募特典も用意していた。
MBSラジオでは、上記のアナウンサーが自らプロデュースメニューを売り込む3種類のスポットCMを、発売開始直前から随時放送。また、当番組とプロデュース商品の企画を兼ねて、『with…夜はラジオと決めてます』などの生ワイド番組にも出演した。
なお当番組では、公式サイト内ヘッダー画像の「センターポジション」を賭けて、曜日対抗でプロデュースメニューの累計売上個数を競う企画を展開していた（発売開始時点では前田がセンター扱い）。その結果、「裕美も好き 大好き『すき焼き』おにぎり」の売上個数が最も多かったことから、斎藤が前田からセンターポジションを奪取。さらに、2013年1月7日から9日までの3日間は、斎藤が出演しない月・火曜日を含めて当番組のタイトルを特別に『斎藤裕美のうたぐみSmile×Songs』（番組表での略称は『斎藤裕美のうたぐみ』）へ改めている。
その一方で、月・火曜のレギュラー陣には、『MBSうたぐみSmile×Songs　ゆく年くる年スペシャル』の放送中に罰ゲーム企画として「外からのモノマネおのど自慢」を強行。毎日放送の本社付近で、物真似によるアカペラを交互に披露した。前述のヘッダー画像についても、斎藤・小泉以外のレギュラー陣全員の顔画像を、幼少期の写真に差し替えた。

## コーナー
全曜日共通
- スマイルチャート：以下のランキングに対し、1位：100ポイント、2位：90ポイント・・10位：10ポイントと得点を振り分け、それにそれぞれの曲へのリクエスト総数をポイントとして加え、スマソンオリジナルランキングを発表する。1位を的中させたリスナーには、現金三千円をプレゼント（当選者がいない場合は、次の日に持ち越し）。
  - 月曜日：HMV歌詞検索ランキング
  - 火曜日：JOYSOUND着うた・着メロランキング
  - 水曜日：NU茶屋町タワーレコードシングル売り上げランキング
- 街角スマイル
  - 街角（MBS社屋前やNU茶屋町前など）を歩いている人から、今週のスマイルソングテーマに関する曲をリクエストしてもらう。
- ゲストコーナー
  - パーソナリティがゲストに直接インタビューしたり、メッセージを流す。
- ニュースマイル
  - 新曲をオンエアする。
- スクールオブスマイル
  - パーソナリティが学校へ出かけて、学生にインタビューし、リクエストをしてもらう（不定期）。
- ライブレポート
  - 前番組『MBSサウンドキングダム』から続くライブレポート。

曜日別リスナー投稿コーナー
- 月曜日：ミュージックドン！
- 火曜日：ベル健団長！魂のアニソン応援団

毎回アニメ・アニソン命のベル健が一押しの名作を幅広く紹介。紹介する作品はMBSテレビで放送している（いた）ものに限定していない（ただし、MBSテレビで放送中の場合はその件に触れられる）。
- 水曜日：★ツッパリ　ＤＯ－ＹＯ？！　替え歌場所～！

終了したコーナー（～2010年9月）
- 本日のベストスマイル
  - テーマに沿ってオンエアした曲の中から、24時頃にパーソナリティの独断で3曲を選び、携帯サイトからリスナーに投票の上、「本日のベストスマイル」を決定していたが、2009年5月11日からは行われなくなった。
- どっちのスマイルショー
  - パーソナリティが二者択一の話題を提案し、携帯サイトからリスナーに投票してもらう。2009年5月11日から「本日のベストスマイル」に代わってスタート。2009年6月3日、河田が出した「勝負パンツを持ってますか？」という質問に対し、合計10票という最低投票数を記録した。
- お願い!1曲かけて！
  - 毎回毎日放送関係者の誰かからのリクエストをかけるコーナー。このコーナーのBGMは担当パーソナリティが女性の時と男性の時では音楽が違う。
  - 時折、アナウンサーが登場するときもあった（斎藤裕美、高井美紀、大吉洋平など）。
- Three Smile×Songs
  - あるテーマにそったSmile×Songsを3曲連続で紹介する。リスナーから「こんなテーマでやってほしい」というのを募集している（不定期）。
- 今週のうたぢから（2009年8月24日-）
  - 毎週、番組オススメの一曲を紹介するコーナー。
- 早希ペディア（月・火曜日）
  - 八木早希に関する豆知識をリスナーからもらって紹介する。
- レッツトランスレイト（月曜日）（2009年7月20日-9月28日）
  - 洋楽の歌詞を訳しちゃおうというネタコーナー。でも、判定基準は面白い、面白くないではなく、八木の気分次第。よくできましたを5回獲得した人にはアーティストグッズ詰め合わせがプレゼントされる予定だったが、コーナー終了時点でよくできましたを多く獲得した人（3回）にアーティストグッズ詰め合わせがプレゼントされた。
- スマイルランキング（月曜日）
  - 着うたやカラオケなどのランキングを集計した、番組独自のヒットチャートを紹介する。
- 声に出して読みたい音楽たち （月曜日）　(2010年3月15日-)
- イントロナレーション！お先（早希）に言わせて！(2010年4月5日-)
  - リスナーに指定の曲のイントロ部分に高揚感あふれる台詞を考えてもらい募集するコーナー。八木がその台詞を読み上げる。
  - ポイント制であり、10サキ（ポイントの単位）貯まると全パーソナリティー分のステッカーがもらえる。
- スマイル韓国（火曜日）
  - 2009年3月まで八木が担当していた番組『チョアヨ!韓国』からの流れをくむ（提供：韓国観光公社）。
- ミカエルのお早希に失礼（火曜日）
  - 八木がインタビューした相手に、インタビュー終了後、スタッフが八木の印象を尋ねるコーナー。ミカエルが冬眠することになったため終了。
- 歌詞クイズ アイテムをさがせ！（火曜日）（2009年11月10日-2010年3月16日）
  - 紹介する3曲に共通する”アイテム”とは何か当てるコーナー。3曲かかっている間にクイズの答えを送ってもらい、正解者の中から抽選で1名にアーティストグッズがプレゼントされる。
- マイコー画伯のコーナー （火曜日）（2009年9月3日-2010年3月29日）
  - マイコー画伯に描いてほしい絵をリスナーから募集し、HPのスタジオ日記でその絵を紹介する。2009年9月3日から10月1日までは木曜日でやっていたコーナーでマイコーが10月から火曜日に移動することになったが、火曜日でもこのコーナーは継続していた。2010年からはしりとり形式になった。
  - 最後に「ん」が付いたのを機に終了。
- マイコーのスポーツ大好き(不定期)
- マイコーのひとこトーク(2010年3月2日~)
  - リスナーから送られてきたお便りに松本がアニメ声で答えるコーナー。主に1通ずつ紹介する。
- 朝だ！マイコール(2010年4月13日-10月1日)
  - リスナーから曲、台詞、シチュエーションを募集しマイコーにモーニングコールを読ませるコーナー。
- 直也's One Point English Lesson（水曜日）
  - スタッフが演ずるミニコントを河田が英語にするコーナー。
- 時報（水曜日）
  - 午後11時、および午後12時に、スタッフの声で時間をお知らせして、河田に一言物申すコーナー。リスナーから、番組が設定したテーマに沿った河田に叫んでほしいラップを募集していた。
- 『PENGIN　HOMEへメンソーレ!!』（水曜日）（2009年10月14日-）
  - メンバー自ら毎回、自分たちの曲の歌詞を徹底紹介して、PENGINのリアルな部分を知ってもらおうという1ヶ月限定のコーナー。
- 直也の1人着メロ調査隊（水曜日）（2009年11月18日-2010年2月10日）
  - 河田アナ自らが著名人の着メロを調査し、３択で出題し、正解した方の中から抽選で、ステキなプレゼントが当たるコーナー。河田が着メロを聞ける著名人がいなくなってしまったため終了。
- 直也の1人カラオケ十八番調査隊（水曜日）（2010年2月17日-）
  - 河田アナ自らが著名人のカラオケ十八番を調査し、３択で出題し、正解した方の中から抽選で、ステキなプレゼントが当たるコーナー。
- テーマリクエストのコーナー（水曜日）（2010年1月13日‐）
- こんなのハジメテ （水曜日）　（2010年3月24日-）
  - リスナーからのいろいろな初体験を募集し、河田が読み上げるコーナー。
- マイコンタクト最近どう？（木曜日）（2009年6月25日-10月1日）
  - リスナーと電話でトークして、テレフォンショッキングのように翌週出演してくれるお友達を紹介してもらい、うたぐみリスナーを増やしていこうというコーナー。14人のリスナーと電話を繋いだ。
  - 2009年7月16日は松本がお休みでピンチヒッターの前田が「アッ･コンタクト最近どう？」のコーナータイトルで行なった。
- マイコークイズ（木曜日）（2009年8月27日-10月1日）
  - 松本にまつわるクイズを出題。正解者の中から1名に松本の秘密の言葉入りステッカーをプレゼント。ラストのマイコークイズでは正解者が出ず、松本が適当に選んでプレゼントした。
- ひみつのあっこドン（木曜日）（2010年2月11日 - 10月1日)
  - リスナーからあなたの秘密をリクエスト曲と一緒に募集して、紹介するコーナー。但し、このコーナーでかかるリクエスト曲の時間は前田がサイコロを投げて出た目によって変わる。1が出ると全くかからず、2～5が出ると出た目×10秒、6が出ると曲の1番のみかかる。
- ドドントーク（金曜日）
  - 金曜日のオープニングトークのコーナー。最後にオチをつけて、太鼓の「ドドン」という音で終了するので、「ドドントーク」と呼ばれている。
- はっぱフミフミ （金曜日）（2009年11月13日-10月1日）
  - 課題曲の歌詞の部分を勝手にアレンジして、吉竹アナに歌わせるコーナー。
  - 2010年3月19日は吉竹の姉が登場し「はっぱフミフミ＆アヤアヤ」のタイトルで行った。
  - 2010年3月26日は吉竹史が高校野球の特番の為お休みで、ピンチヒッターの斎藤裕美が「はっぱユミユミ」のコーナータイトルで行った。
- スマソンマニアック○○部
  - 月曜日：アイドル部
  - 火曜日：アニソン部
  - 水曜日：洋楽部
  - 木曜日：ヴィジュアル部

## 公開イベントなど
- 2009年4月4日 - 「MBSうたぐみSmile×Songs & MBSサウンドキングダム スペシャルライブ」（毎日放送本社1階）
出演：コザック前田、まきちゃんぐ、石原正一（飛び入りゲスト）
- 2009年4月20日 - テレビ番組『MUSIC EDGE + Osaka Style』を『MBSうたぐみ Smile×Songs』放送直後のMBSラジオスタジオから生放送。
- 2009年7月3日 - 「MBSうたぐみSmile×Songs スペシャルライブ in スミレ堂」（毎日放送本社地下1階スタジオ「スミレ堂」）
出演：RAGFAIR、BRIGHT
- 2009年7月25日 - 「MBSうたぐみSmile×Songs LIVE IN BEACH STYLE（MBS1179 Beach Style 第三部）」（芦屋市南芦屋浜　潮芦屋緑地特設会場）
出演：U.K.、河田直也、八木早希、松本麻衣子、吉竹史
ライブ：BRIGHT、鈴木亜美、茉奈 佳奈、RAGFAIR、lecca
- 2009年10月11日 - 「音晴 Powered by MBSうたぐみ」（大阪城野外音楽堂）
出演：U.K.、八木早希
ライブ：Skoop On Somebody、FLYING KIDS、星羅、THE BAWDIES、つじあやの、植村花菜、PENGIN、まきちゃんぐ（出演予定だったFUNKY MONKEY BABYSは、新型インフルエンザ感染により出演中止）
- 2009年11月15日 - 「第一回 輝け!誰やねん音楽祭」（毎日放送本社地下1階スタジオ「スミレ堂」）
司会：石原正一
ライブ：情熱マリーとしゃぼん玉はいスクール、フレディー、ハレルヤシスターズ
- 2009年11月28日 - 「MBSうたぐみ　Smile×Songs 〜Love all FINAL LIVE〜」（阪急西宮ガーデンズ4階 スカイガーデン）
司会：吉竹史
ライブ：植村花菜、まきちゃんぐ、和紗
- 2009年11月29日 - 「MBSうたぐみ　Smile×Songs 〜Love all FINAL LIVE〜」（阪急西宮ガーデンズ4階 スカイガーデン）
司会：前田阿希子
ライブ：城南海、ji ma ma、つじあやの
- 2010年4月から毎月1回、「ツキイチライブ！」というタイトルで公開録音が行われている（阪急西宮ガーデンズ4階 スカイガーデン）。
- 2010年8月27日-8月28日 - 「MBS開局60周年記念・どロック!」
詳細は当該項参照
MBSテレビ・ラジオでのオールナイト特別番組と連動。うたぐみからも本来金曜を担当する吉竹アナを含む全曜日担当アナウンサーが総出演して盛り上げた。
- 2012年4月1日 - 「うたぐみ さくら祭り ひるライブ・よるライブ」
ライブ: シクラメン（ひるライブ）、南波志帆（よるライブ）、May'n（よるライブ）
- 2012年10月27日 - 「茶屋町カンカンライブ」
司会：前田亜希子、鈴木健太
ライブ:UNIST、ハンサムケンヤ、ティーナ・カリーナ、ammoflight

## 話題
- 2009年6月からうたぐみメルマガを不定期で配信していた。
- 2009年8月6日の放送は、「MBSうたぐみSmile×Songsスペシャル」として、『アリスのヤングタウン』が一夜限りで復活。本来のパーソナリティである松本も、アシスタントとして出演した。
- 2009年10月9日は、特別番組『2009年トラックの日スペシャル　ぼく、トラックです。～今日も幸せのために走っています！～』を21:20-22:20（21時スタートの予定だったが、前番組MBSタイガースナイターが20分延長した）で放送したことと、『やきぐりバンバン』の放送がなかったことがあり23:20-翌1:00の放送となった。
- 2010年には、日本民間放送連盟所属の民放ラジオ101社統一キャンペーン『ラジオがやってくる』に、MBSラジオ代表で参加。河田と八木が学校を訪問した模様を放送した。2011年にも、同様の企画でキャンペーンに参加する。
- 2010年6月14日の放送はワールドカップ中継のため、いつもより1時間早い21:00-22:40の放送となった。